# Magiczne zabawki
Magiczne zabawki (ros. Волшебный магазин, Wołszebnyj magazin) – radziecki film animowany z 1953 roku w reżyserii Leonida Amalrika i Władimira Połkownikowa powstały na podstawie bajki Władimira Sutiejewa o tej samej nazwie.

## Obsada (głosy)
- Julija Julska
- Gieorgij Wicyn
- Irina Potocka
- Anastasija Zujewa
- Leonid Pirogow

## Animatorzy
Boris Diożkin, Fiodor Chitruk, Lidija Riezcowa, Nadieżda Priwałowa, Boris Miejerowicz, Dmitrij Biełow, Faina Jepifanowa, Michaił Botow, Rienata Mirienkowa, Tatjana Taranowicz

## Nagrody
- 1953: Dyplom na V Międzynarodowym Festiwalu Filmów dla dzieci i młodzieży w Wenecji[3]